# Clematis brachystemon
Clematis brachystemon là một loài thực vật có hoa trong họ Mao lương. Loài này được Gunn ex W.T.Wang mô tả khoa học đầu tiên năm 2000.